# دينو ماركان
دينو ماركان (بالكرواتية: Dino Marcan)‏ مواليد 12 فبراير 1991 في رييكا، هو لاعب كرة مضرب كرواتي يلعب باليد اليمنى ويحتل حالياً المرتبة رقم. 1091 (1 فبراير 2016) في تصنيف رابطة محترفي كرة المضرب. أعلى تصنيف له في الفردي كان المركز الـ 289 في سنة 2012. أعلى تصنيف له في الزوجي كان المركز الـ 102 في سنة 2015.

## روابط خارجية
- دينو ماركان على موقع رابطة محترفي التنس (الإنجليزية)
- دينو ماركان على موقع الاتحاد الدولي لكرة المضرب (الإنجليزية)
- دينو ماركان على موقع خلاصة التنس.كوم (الإنجليزية)
- دينو ماركان على موقع إي إس بي إن.كوم (الإنجليزية)